# Sweet Old World
Sweet Old World är ett musikalbum av Lucinda Williams lanserat 1992 på skivbolaget Chameleon. Det var hennes fjärde studioalbum totalt. Det blev en mindre kommersiell framgång och nådde plats 25 på Billboards Heatseeker-lista. Bland musikkritikerna var mottagandet överlag mycket positivt. Skivan listades på plats 11 i 1993 års "Pazz & Jop".

## Låtlista
(låtar utan angiven upphovsman skrivna av Lucinda Williams)
1. "Six Blocks Away"
2. "Something About What Happens When We Talk"
3. "He Never Got Enough Love" (Williams, Betty Elders)
4. "Sweet Old World"
5. "Little Angel, Little Brother"
6. "Pineola"
7. "Lines Around Your Eyes"
8. "Prove My Love"
9. "Sidewalks of the City"
10. "Memphis Pearl" (Williams, Lorne Rall)
11. "Hot Blood"
12. "Which Will" (Nick Drake)